# Chanteur des années 80
Singles de Dalida
Rio do Brasil Fini la comédie
Chanteur des années 80 est une chanson de Dalida sortie en 1980 et le premier single issu de l'album Olympia 81. La chanson est le premier single sorti par la chanteuse dans les années 1980.
Ce single n'est jamais sorti en maxi 45 tours mais uniquement en 45 tours , malgré la demande des disc-jockeys à l'époque. Il n'existe aucune version longue officielle de ce single.
En 1997, pour célébrer les 10 ans de la disparition de la chanteuse, Orlando fait réaliser un album compilation de remixes intitulé L'an 2005, dont la chanson Chanteur des années 80 y est remixée à la sauce électro.